# Pentone
Pentone község (comune) Olaszország Calabria régiójában, Catanzaro megyében.

## Fekvése
A megye központi részén fekszik. Határai: Albi, Catanzaro, Fossato Serralta, Gimigliano és Sellia.

## Története
A települést a 12. században alapították. A 19. század elején, amikor a Nápolyi Királyságban felszámolták a feudalizmust előbb Taverna része lett, majd 1816-ban vált önálló községgé.

## Népessége
A népesség számának alakulása:

## Főbb látnivalói
- Palazzo Marini
- Palazzo Capilupi
- Madonna delle Grazie di Termine-templom
- San Nicola di Bari-templom